# Takashi Yokoyama (pallanuotista)
Takashi Yokoyama (横山隆?, Yokoyama Takashi; 30 settembre 1940) è un ex pallanuotista giapponese.
Ha partecipato, come membro del Giappone, alle Olimpiadi di Tokyo 1964, partecipando al torneo di pallanuoto.
Ha vinto 2 ori ai Giochi asiatici del 1962 e del 1966.